# Las Águilas Rugby Club
Maillots
Le Las Águilas est une sélection régionale de rugby à XV et représente la Province de Buenos Aires dans le Campeonato Argentino de Rugby.

## Histoire
L'équipe est fondée en 1961 de la fusion des sélections de Capital, de Provincia et de La Plata. L'équipe participe au Campeonato Argentino de Rugby qu'elle a remporté pour la première fois en 1962.

## Palmarès
- Vainqueur du Campeonato Argentino de Rugby à 34 reprises entre 1962 et 2008.